# Черемша (приток Чусовой)
Черемша́ (в верховьях Малая Черемша) — река в городском округе Первоуральск Свердловской области, левый приток Чусовой. Исток в лесах примерно в 0,5 км севернее посёлка Ильмовка. От истока под названием Малая Черемша течёт на север. После впадения справа реки Большая Черемша получает название собственно Черемша.
Длина реки 21 км. Впадает в Чусовую в 401 км от её устья, на территории деревни Крылосово. В среднем течении на реке — деревня Черемша.

## Данные водного реестра
По данным государственного водного реестра России, река Илим относится к Камскому бассейновому округу. Речной бассейн — Кама, речной подбассейн — Кама до Куйбышевского водохранилища (без бассейнов рек Белой и Вятки), водохозяйственный участок — Чусовая от города Ревды до в/п посёлка Кына.
Код объекта в государственном водном реестре — 10010100612111100010317.